# Martin af Østrig-Este
Ærkehertug Martin af Østrig-Este (Martin Karl Amadeo Maria, også kendt som Martin Habsburg) (født 21. december 1959 i Boulogne-sur-Seine ved Paris) er en prins fra Huset Habsburg-Este, der er en sidegren til Huset Habsburg. Hans titler er forbudte i Østrig.
Han er søn af ærkehertug Robert af Østrig-Este og sønnesøn af den sidste østrigske kejser Karl 1..

## Ægteskab
I 2005 blev ærkehertug Martin blev gift med prinsesse Katharine af Isenburg-Birstein (født 1961). Prinsesse Katharine er søster til prinsesse Sophie af Isenburg (født 1978), som er gift med Georg Friedrich af Preussen, der er overhovede for Huset Hohenzollern.

## Børn
Ærkehertug Martin og prinsesse Katharine har fire børn:
- ærkehertug Bartholomaeus Karl Robert af Østrig-Este (født 2006)
- ærkehertug Emmanuel Achatius Franz Alexander af Østrig-Este (født 2008)
- ærkehertuginde Helene Cristina Margherita af Østrig-Este (født 2009)
- ærkehertug Luigi Amedeo Thadeus af Østrig-Este (født 2011)

## Titel
Prins Martins titler er forbudte i Østrig. 
Titlerne er: Hans Kejserlige og Kongelige Højhed Ærkehertug Martin af Østrig-Este, Kejserlig Prins af Østrig, Arveprins af Ungarn, Kroatien og Böhmen.